# آرثر إلمور بوستويك
آرثر إلمور بوستويك (بالإنجليزية: Arthur Elmore Bostwick)‏ هو أمين مكتبة أمريكي، ولد في 8 مارس 1860 في ليتشفيلد في الولايات المتحدة، وتوفي في 13 فبراير 1942 في Oak Grove, Jackson County, Missouri ‏ في الولايات المتحدة.